# Radio Schlagerparadies
Radio Schlagerparadies (ehemals RMN Schlagerhölle) ist ein Musikspartenprogramm aus Kleinblittersdorf. Der private Sender mit dem musikalischen Schwerpunkt Schlager finanziert sich durch Werbeeinnahmen. Radio Schlagerparadies gehört zur RMNradio Gruppe und ist von der Landesmedienanstalt Saarland lizenziert.

## Geschichte
Radio Schlagerparadies wurde 2005 als Internetradio seinerzeit unter dem Namen RMN Schlagerhölle gegründet. Am 9. August 2007 wurde dem Sender eine bundesweit gültige Sendelizenz ohne Zuweisung von Übertragskapazitäten von der Landesmedienanstalt Saarland (LMS) erteilt. Diese Lizenz ermöglicht dem Sender grundsätzlich über alle zur Verfügung stehenden Übertragungswege sein Programm zu verbreiten wie DAB+, UKW-Funk, Satellit und Kabel. Ab diesem Zeitpunkt wird das Programm internetunabhängig in zahlreichen Breitbandkabelnetzen in Deutschland eingespeist.
Am 1. September 2013 wurde die RMN Schlagerhölle in Radio Schlagerparadies umbenannt. Die neue Webseite ging bereits zwei Tage vorher online. Im Januar 2014 schloss RMNradio mit der Regiocast einen Programmzulieferungsvertrag, mit dem das Schlagerparadies in der Lage ist, den Sendeplatz von 90elf im bundesweiten DAB-Multiplex zu übernehmen. In ihrer Sitzung vom 21. Januar 2014 lehnte die ZAK eine bundesweite Verbreitung des Schlagerparadieses ab; die Regiocast war zunächst jedoch nur in der Lage, das Programm bis zu einer Neuausschreibung des Programmplatzes auf eigenes Risiko im Rahmen einer Duldung auszustrahlen. Davon machte sie am 31. Januar 2014 Gebrauch. In ihrer Sitzung vom 18. Februar 2014 machte die ZAK ihre erste Entscheidung wieder rückgängig und erteilte der Regiocast eine unbefristete Lizenz zur Verbreitung des Schlagerparadieses auf dem ehemaligen 90elf-Sendeplatz im Bundesmux. Im Februar 2016 teilte das Hörfunkunternehmen Regiocast mit, einen Teil seiner Kapazitäten im Bundesmux zurückzugeben. Hierbei handelt es sich um die CUs, auf denen momentan das Programm Schlagerparadies im Rahmen einer Kooperation mit dem saarländischen Veranstalter RMN Radio sendet. Die ZAK wird daher die Kapazitäten neu ausschreiben. In der Sitzung vom 21. Juni 2016 hat die ZAK entschieden dem Programm Schlagerparadies 42 CUs zuzuweisen.

### Sendestudios und Sendetechnik
Neben dem festen Hauptstudio in der Sendezentrale Kleinblittersdorf bei Saarbrücken aus dem verschiedene Sendungen und Moderatoren senden, schalten sich auch täglich mehrere Regionalstudios aus ganz Deutschland mit ihren jeweiligen Livesendungen in das Programm. Während der automatisierten Sendezeiten ohne Moderation kommt das Programm von einem dezentralen Servercluster in Hamburg, wo auch die technischen Systeme für die Verbreitung auf Kabel und DAB+ in einem Hochsicherheits-Rechenzentrum beheimatet sind.

### Programm und Musikauswahl
Seit Juli 2017 wird das gesamte Tagesprogramm von 5–24 Uhr live moderiert und durch stündliche Weltnachrichten unterbrochen. Radio Schlagerparadies spielt ausnahmslos nur deutschsprachige Titel. So finden sich internationale Klassiker konsequenterweise auch nur in deutschen Coverversionen wieder, wie z. B. Midnight Lady, Alle Macht den Träumen (Neverending Story), Felicita oder Ich bin stark nur mit Dir (You´re my Heart, You´re my Soul).
Am 21. Januar 2018 wurde die Sendung Hitmix der Nacht neu ins Programm genommen, weil der Sender WDR 4 den im Rahmen der ARD-Hitnacht weitestgehend bundesweit empfangbaren Rhythmus der Nacht aufgrund einer Neuausrichtung nach fast 16 Jahren eingestellt hatte. Der Hitmix der Nacht soll die Lücke für den modernen Tanz- und Diskoschlager in der Nacht Samstag/Sonntag wieder schließen, die durch den Wegfall bei WDR 4 entstanden ist. Präsentiert wurde die Premierensendung vom ehemaligen WDR 4 Moderator Peter Kuttler. Kleine Nadelstiche Richtung WDR 4 konnte man sich nicht verkneifen. Der erste gespielte Titel war Rhythmus der Nacht von Leonard. Ende Juni 2025 gab Radio Schlagerparadies bekannt, dass der Rhythmus der Nacht ab 6. Juli 2025 sein Revival hat. Er ersetzt den bis dahin gesendeten "Hitmix der Nacht" eins zu eins. Der Sender hat sich laut Deutschem Patent- und Markenamt die Rechte an der Marke "Rhythmus der Nacht" gesichert.
Seit Januar 2020 gestaltet Schlagerparadies für das Musik-Portal Schlager.de den Radiostream „Radio Schlager.de“.

### Moderatoren
Zu den Moderatoren zählen bekannte Stimmen aus der Schlager-Branche und bekannte Moderatoren aus Fernsehen und Radio, die das aktuelle Team verstärken.

#### Bekannte Schlagersänger
- Annemarie Eilfeld (deutsche Schlagersängerin)[10]
- Mara Kayser (deutsche Schlagersängerin)[11][12]
- Antje Klann (deutsche Schlagersängerin)[13][14]

#### Bekannte Fernsehmoderatoren
- Jan Kunath (u. a. Deutsches Musikfernsehen, Sonnenklar TV)[15][16][17]
- Mark Rasch (u. a. HSE24, Sonnenklar TV)[18][19]
- Stefan Mross[20] (ARD)

#### Bekannte Radio-Profis aus landesweiten Radioprogrammen
- Peter Kuttler (u. a. RPR 1, WDR 4)[21][22]
- Michael Niekammer (u. a. Radio Paloma, Schlager Radio)[23]
- Gary Sahner (u. a. Radio Salü)[24][25]

#### Aktuelles Team
- Alex Becker[26]
- Melanie Benz[27]
- Heike Betz[28]
- Holly Brach[29]
- Oliver Buchholz[30]
- Silvio Engel[31]
- Jonas Gehm[32]
- Stefan Grub[33]
- Timo Heiner[34]
- Udo Hess[35]
- Andrea Koch[36]
- Marco Meichel[37]
- Andreas Müller[38]
- Joachim Müller[39]
- Frank Neuenfels[40]
- Maik Nowotny[41]
- Herbert Pjede[42]
- Aron Polter[43]
- Volker Schommer[44]
- Alexander Tauscher[45]

## Empfang

### DAB
Am 18. Dezember 2012 wurde für das Rhein-Main-Gebiet die Zulassung für die DAB+ Verbreitung im landesweiten privaten Multiplex auf Kanal 11C, seitens der LPR erteilt. Zwei Tage später folgte der Standort auf dem Berliner Fernsehturm im DAB+ Block 7B für das Gebiet Berlin/Brandenburg. Für den DAB+ Regionalmultiplex Sachsen-Anhalt im DAB-Block 11C wurde die Sendelizenz seitens der Landesmedienanstalt MSA am 17. April 2013 zugeteilt, die Aufschaltung des Sendesignals erfolgte 13 Tage später am 30. April 2013. Am 11. Juli 2013 genehmigte der Medienrat der Bayerischen Landeszentrale für neue Medien (BLM) die Verbreitung des Programmangebotes über den landesweiten DAB+Frequenzblock 12D. Die Aufschaltung erfolgte am 1. September 2013. Im Zuge des Wechsels auf den bundesweiten Multiplex der Media Broadcast auf Kanal 5C am 31. Januar 2014, wurde die Verbreitung im bayerischen Mux auf 12D am 1. Februar 2014 um 1 Uhr eingestellt. Der Berliner Mux 7B folgte am 20. Februar 2014 kurz vor 14 Uhr. Im hessischen Mux 11C wurde die Verbreitung am 7. März 2014 eingestellt und am 28. Januar 2015 auf dem Mux 11C in Sachsen-Anhalt. Seitdem ist das Programm über DAB+ nur noch im Bundesmux-Kanal 5C zu empfangen.

### Internet
Seit dem Start ist das Programm über die Homepage des Senders weltweit als Webradio zu empfangen. Radio Schlagerparadies hat zudem eine eigene App entwickelt, über die das Programm auch auf dem Smartphone empfangen werden kann. Die Schlagerparadies App ist verfügbar im Google Playstore sowie im iOS Appstore.

### Kabel
Ab 2007 auch über diverse Breitbandkabelnetze in Deutschland, beispielsweise in Schleswig-Holstein, Hamburg, Niedersachsen und im Saarland, sowie in allen neuen Bundesländern.

### UKW
Seit dem 12. Mai 2020 kann der Sender im Bereich um seine Sendezentrale Kleinblittersdorf im Saarland auch über UKW auf der Frequenz 102,0 MHz empfangen werden.

### Satellit
Bis zum nahezu flächendeckenden Ausbaus des DAB+ Sendernetzes in Deutschland war das Programm vom 15. Februar 2013 bis zum 31. Dezember 2018 ersatzweise auch fast sechs Jahre parallel über Astra 1N 19,2° Ost zu empfangen (12.633 MHz horizontal, SR 22.000 k/S, FEC 5/6), was auch den Hörern im europäischen Ausland zugutekam. Die Audioqualität war im direkten Vergleich via Satellit allerdings hörbar schlechter als via DAB+.

### Zusatzdienste
Zusätzlich zum Audiosignal überträgt Radio Schlagerparadies auf seinem DAB+ Subchannel (Kanal 5C) dynamische Inhalte mit umfangreichen grafischen Informationen zum laufenden Musiktitel, sowie zur jeweiligen Sendung (DAB+ Slideshow), sowie programmbegleitende Texte im DAB+ DynamicLabel und DynamicLabelPlus (Titel / Interpret / Sendungsname / Moderator / Informationen). Der seit 2014 testweise angebotene Dienst DAB+ Journaline wurde am 1. Juli 2016 mangels Verbreitung entsprechender Empfangsgeräte außer Betrieb genommen und am 4. Juli 2016 aus der Dienstesignalisierung entfernt. Seit dem 17. Juli 2013 wird auch EPG über Astra und im Digitalradio der angeschlossenen Kabelnetze unterstützt. Zwischen April 2013 und September 2014 wurden die Kabelnetze testweise auch mit dynamischen RDS-Informationen bestückt.